# Pfarrkirche Friesach

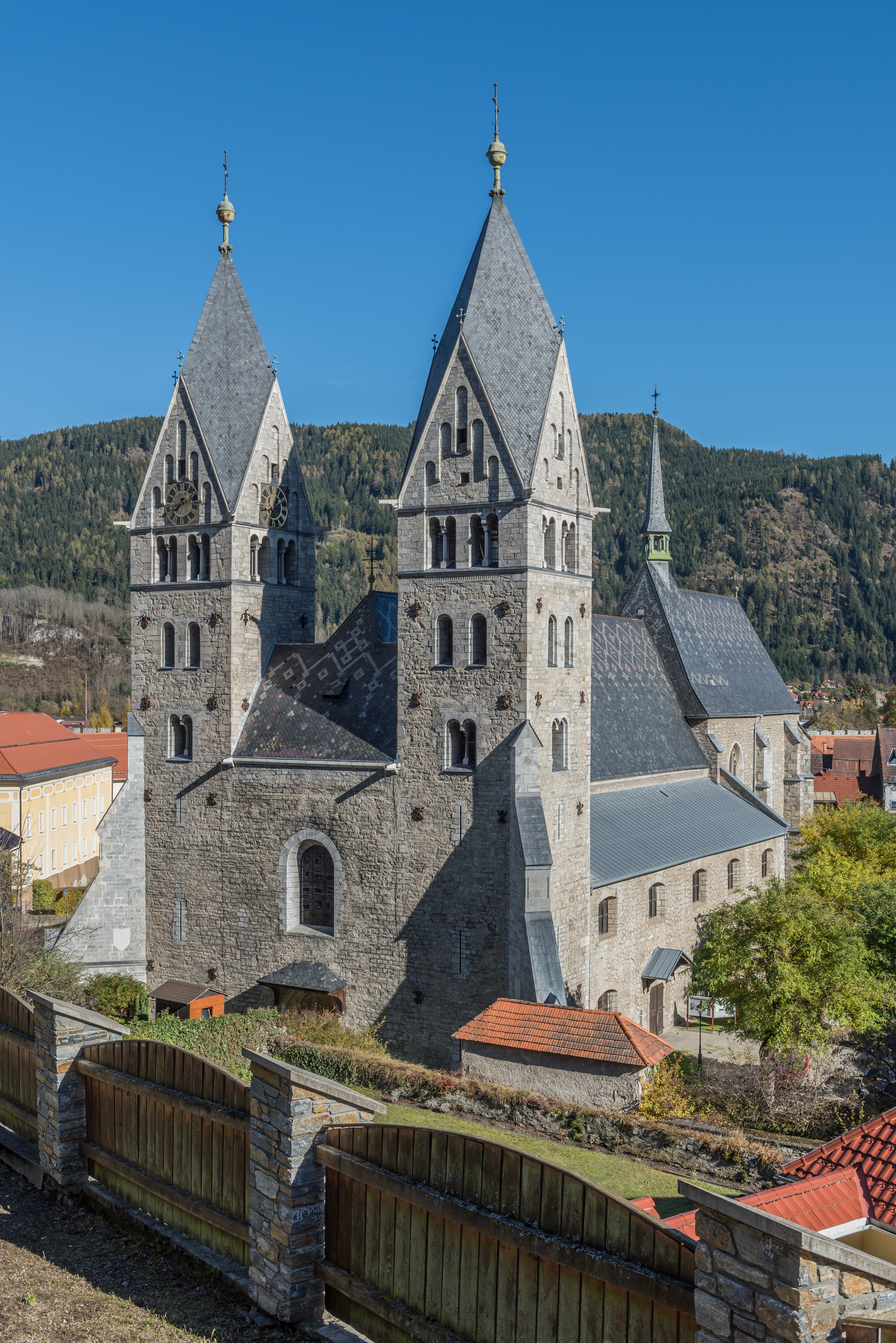
SW-Ansicht

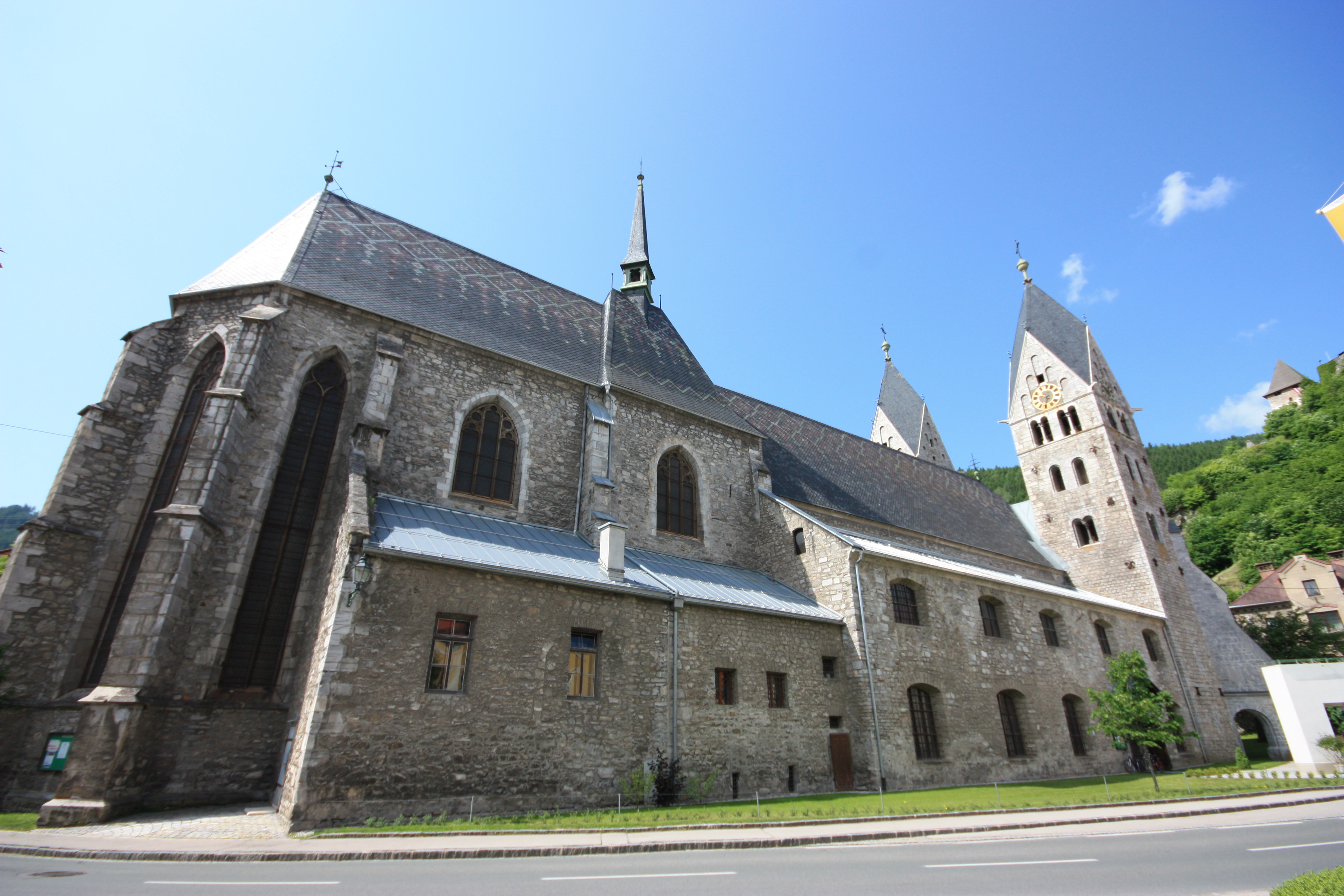
Ansicht von Nordosten

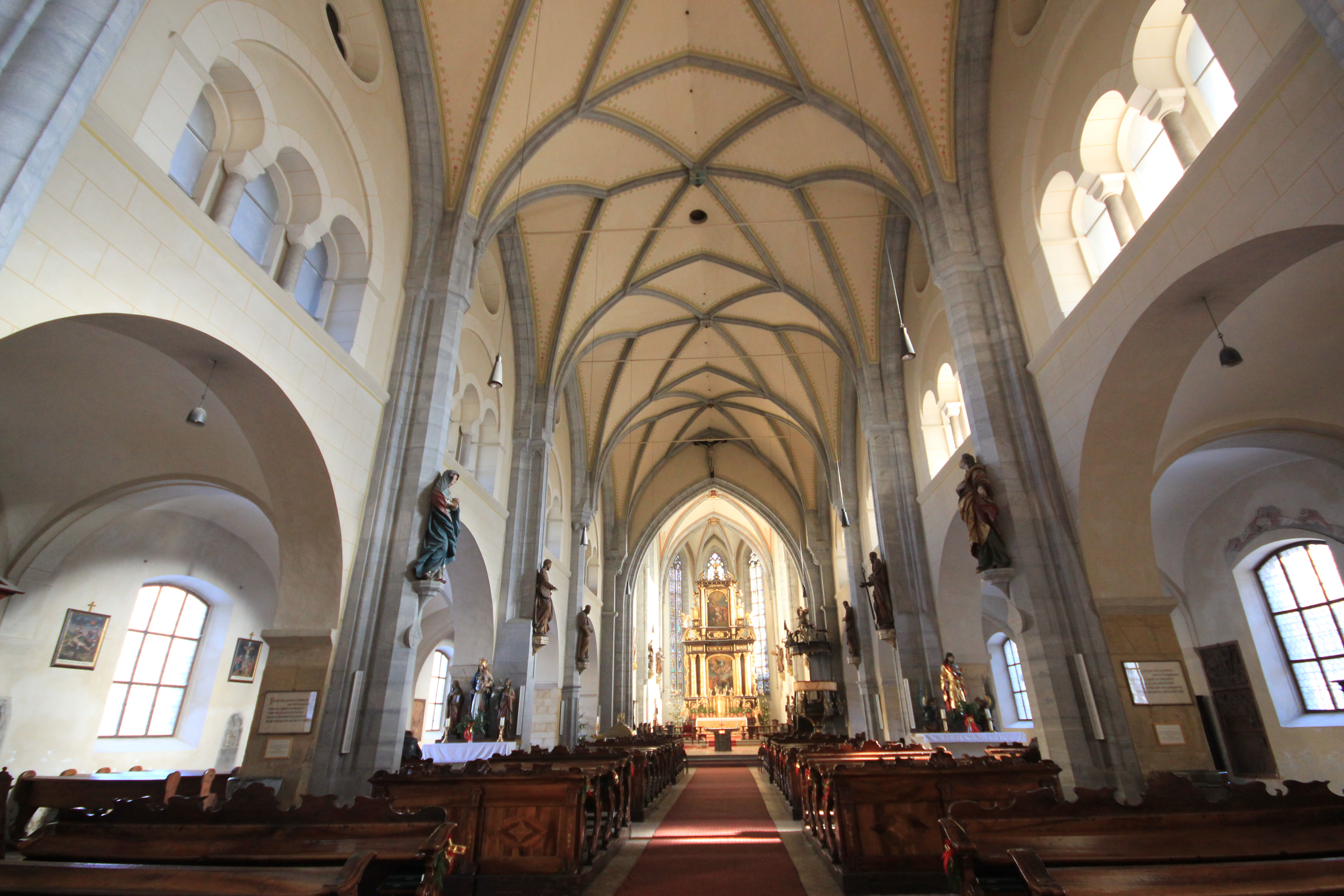
Innenansicht

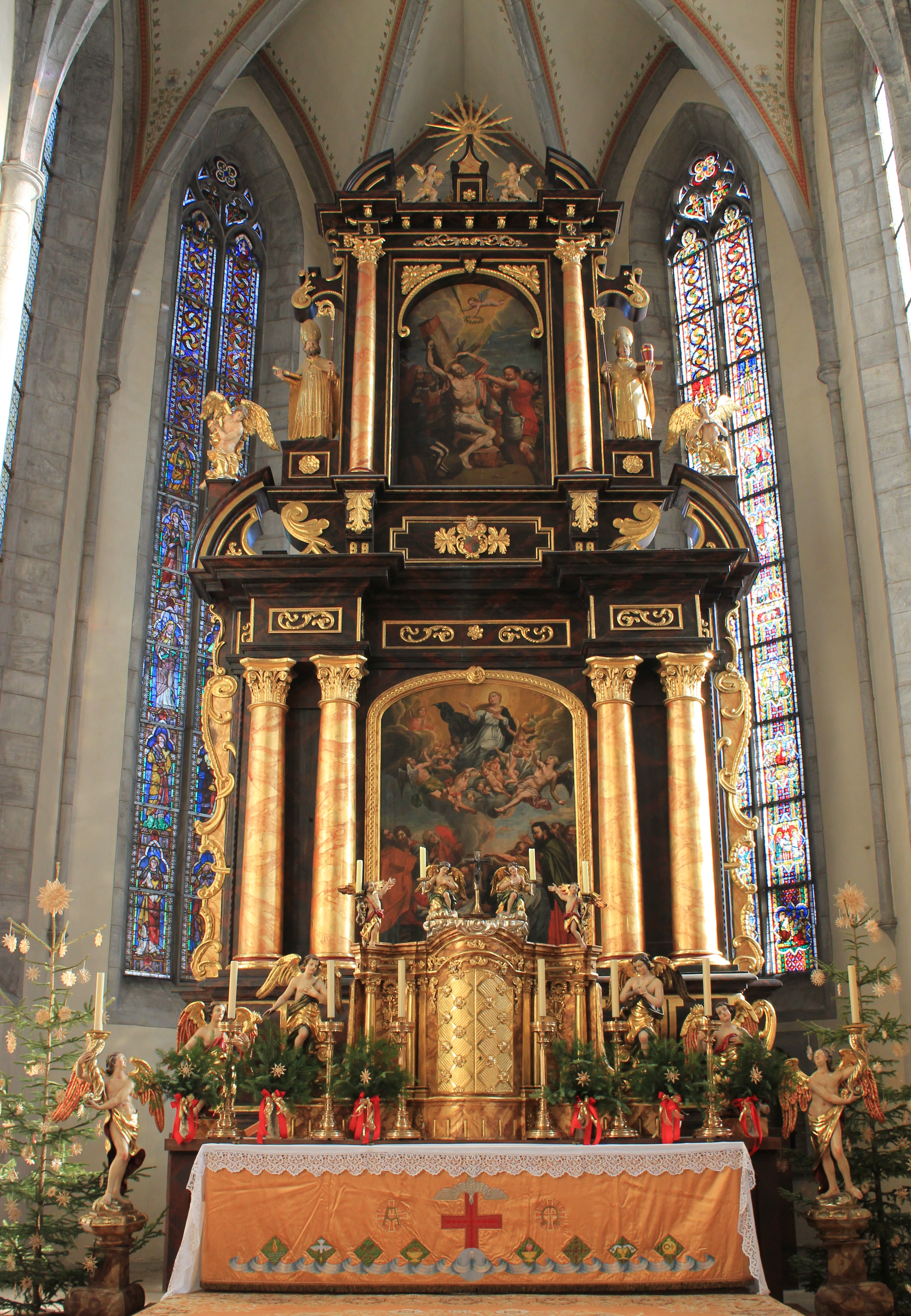
Hochaltar

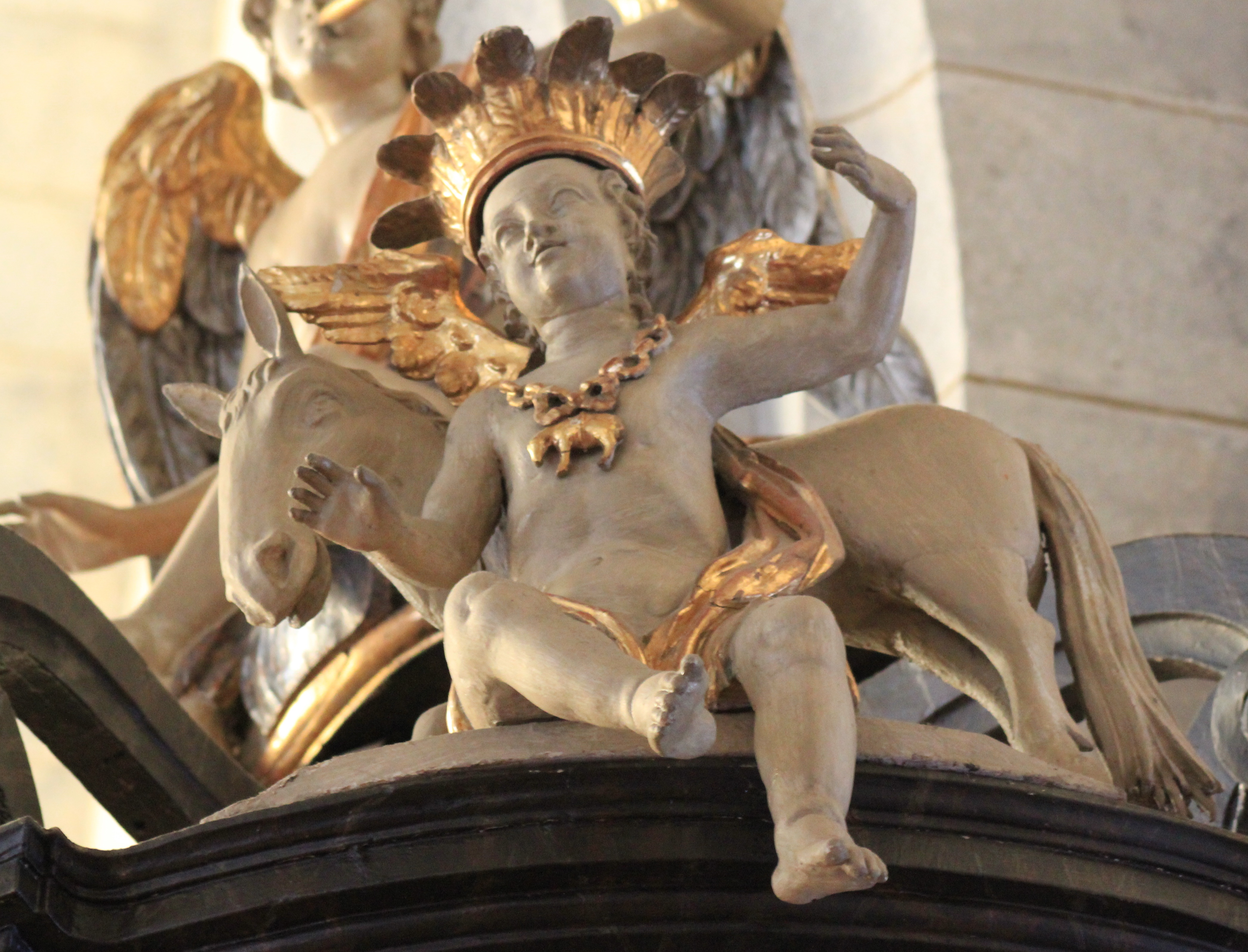
Detail der Kanzel

Die römisch-katholische Pfarrkirche Friesach steht nördlich des Hauptplatzes am Fuße des Petersbergs in der Stadtgemeinde Friesach im Bezirk Sankt Veit an der Glan im österreichischen Bundesland Kärnten. Die Pfarrkirche hl. Bartholomäus gehört zum Dekanat Friesach in der Diözese Gurk-Klagenfurt. Die Kirche steht unter Denkmalschutz.

## Geschichte
Die erste urkundliche Erwähnung der Kirche stammt aus dem Jahre 1187. Wahrscheinlich gab es einen Vorgängerbau aus der Zeit der Karolinger. Als erster Propst wird 1215 Konrad aus „Tisentis“ in Graubünden genannt.
Der Kirchenbau hat nach mehreren Bränden im Laufe der Geschichte (1298, 1557, 1582, 1673, 1804, und 1895) eingreifende Veränderungen erfahren.
Der Friedhof um die Kirche wurde 1785 aufgelassen und der romanische Karner 1845 abgetragen.

## Bauwerk

### Außen
Die Pfeilerbasilika mit mächtigem Zweiturm-Westwerk wurde im 12. Jahrhundert errichtet, der Langchor im ersten Viertel des 14. Jahrhunderts angebaut. Die Obergadenfenster des basilikal überhöhten Mittelschiffs werden von den Dächern der im 17. Jahrhundert hochgeführten Seitenschiffe verdeckt. Die Mauern des Seitenschiffes werden in zwei Geschoßen von Korbbogenfenstern durchbrochen.
Der einschiffige, zweijochige Langchor mit 5/8-Schluss hat ungefähr die Breite des Mittelschiffs, ist aber höher als dieses. Das östliche Chorjoch ist gegenüber dem westlichen, über dem sich ein Dachreiter mit Spitzhelm erhebt, etwas eingezogen. Die Mauern des Chores werden von dreifach gestuften Strebepfeilern gestützt und im Chorschluss von hohen zweiteiligen Lanzettfenster mit ursprünglichem Maßwerk, in den Chorjochen von dreiteiligen Lanzettfenstern durchbrochen. Nördlich des Chores ist die Sakristei angebaut.
Das Westwerk hat im Unterbau die gleiche Breite wie das Langhaus. Über dem dreifach gestuften Trichterportal wurde in der Barockzeit das gotische Spitzbogenfenster durch ein großes Rundbogenfenster ersetzt. Seitlich sind in der Westfassade bis in die Höhe der Trauflinie des Mittelschiffdaches je drei Mauerschlitze. Darüber erheben sich die dreigeschoßigen Doppeltürme. Nach dem Brand von 1804 erhielt der Nordturm, der schon nach einem früheren Brand barock verändert wurde, wieder eine Zwiebelbekrönung, der Südturm mit den romanischen Fensteröffnungen nur ein flaches Pyramidendach. Nach dem Brand von 1895 entschloss man sich die Türme nach Plänen von Raimund Jeblinger neuromanisch wiederherzustellen. Von 1896 bis 1912 errichtete man die massive Doppelturmfassade im Stil der rheinländischen Romanik. Die Türme haben auf drei Seiten unten ein Biforienfenster, in der Mitte zwei einfache und oben zwei Biforienfenster. Auf den beiden sich zugewandten Seiten ist wegen des Mittelschiffdaches nur die oberste Fensterreihe mit zwei Biforienfenster vorhanden. Die Türme werden von Spitzgiebelhelmen bekrönt und je einer Eckverstrebung gestützt. An einem Pfeiler nördlich der Kirche ist eine römerzeitliche Reliefplatte mit Minerva-Darstellung angebracht.

### Innen
Das Innere des fünfjochigen Langhauses ist ein basilikal gestaffelter dreischiffiger Raum, bei dem rundbogige Pfeilerarkaden das Hochschiff tragen. So ist die romanische Struktur noch deutlich erkennbar. Unter den Kapitellen einiger Wandpfeiler sind Kopfkonsolen angebracht. Der reliefierte, romanische Kämpfer am nordwestlichen Langhauspfeiler zeigt Monstren und Fabelwesen.
Das Mittelschiff ist im Bereich des Westwerks deutlich länger als die Seitenschiffe und auch mit einer Breite von 10,6 Metern bei einer Gesamtbreite des Langhauses von 21,3 Metern auffallend breit.
Ursprünglich flach gedeckt, erfolgte die Einwölbung mit Netzrippen im Mittelschiff um 1441, die der Platzlgewölbe über den Seitenschiffen in der zweiten Hälfte des 17. Jahrhunderts. Ebenfalls im 17. Jahrhundert wurden über den Seitenschiffen barocke Emporen, deren Öffnungen 1896 neuromanisch verändert wurden, eingebaut. Auf den Schlusssteinen des Langhausgewölbes sind Köpfe und Wappen abgebildet.
Eine dreiteilige rundbogige Pfeilerarkatur mit Kreuzgratgewölbe stützt die Westempore, deren Balustrade aus durchbrochenem Maßwerk besteht. An der Front der Empore ist eine Vorzeichnung zum Tod Mariens zu sehen.
Ein spitzbogiger Triumphbogen vom Ende des 15. Jahrhunderts verbindet das Langhaus mit dem Chor.
Der Chor mit frühgotischem Kreuzrippengewölbe wurde 1326 bis 1333 durch Propst Gerold, dem späteren Bischof von Gurk, errichtet. Das Gewölbe ruht auf Konsolen über Runddiensten, die im unteren Drittel der Wand in Konsolen enden. Auf diesen sind Engel, Köpfe und Blattwerk dargestellt. Köpfe und Blattwerk sind auch die Motive auf den runden Schlusssteinen. An der Nordseite des Chores führt ein spitzbogig profiliertes Portal mit eisenbeschlagener Tür in die Sakristei.

### Fenster
Von größter Bedeutung ist der Bestand an mittelalterlichen Glasmalereien. Spätromanische Glasmalereien, die um 1270 bis 1280 entstanden, wurden 1838 aus der Dominikanerkirche hierher übertragen und im nordseitigen Chorschlussfenster eingebaut und 1890 ergänzt. Auf zehn Scheiben werden die klugen und törichten Jungfrauen im Zackenstil dargestellt.
Im südlichen Chorschlussfenster zeigen die um 1325 bis 1338 geschaffenen Glasmalereien auf zwölf Scheiben Szenen aus dem Leben Christi. Sie wurden 1838 aus verschiedenen Fenster des Chores neu zusammengestellt. Drei kleine Glasgemälde im nordöstlichen Seitenschifffenster wurden 1661 gefertigt. Das erste Fenster im südlichen Seitenschiff zeigt eine Wappenscheibe, die 1565 vom Erzbischof Johann Jakob von Khuen-Belasy gestiftet worden ist.
Das große Rundbogenfenster über der Orgelempore wurde 1995 von Rudolfine P. Rossmann verglast. Die kreisrunden Obergadenfenster des Mittelschiffes sind wegen der Dächer der Seitenschiffe blind.

## Einrichtung

### Hochaltar
In strenger Monumentalität und Geschlossenheit erhebt sich im Chorschluss der schwarz-golden gefasste Hochaltar mit zweigeschoßigem Säulenaufbau aus dem Jahre 1679. Auf dem Hauptbild des Altares ist Mariä Himmelfahrt zu sehen, darüber am Aufsatzbild das Martyrium des heiligen Bartholomäus. Das Aufsatzbild wird links von der Statue des heiligen Ulrich und rechts vom heiligen Rupert flankiert. Der Tabernakel und die Engelfiguren stammen aus dem Spätbarock.

### Seitenaltäre
Der Marienaltar im nördlichen Seitenschiff war ursprünglich in der jetzt profanierten Filialkirche Sankt Johann bei Sankt Salvator aufgestellt. Der Altar mit der Statue Maria Himmelkönigin wurde um 1700 geschaffen.
Der im südlichen Seitenschiff stehende Herz-Jesu-Altar stammt aus dem 19. Jahrhundert.
An Pfeilern im Mittelschiff ist nördlich ein um 1900 gefertigter Marienaltar und südlich ein um 1710 gefertigter Josefsaltar mit einem Bild in reich geschnitztem Akanthusrahmen aufgestellt.

### Kanzel

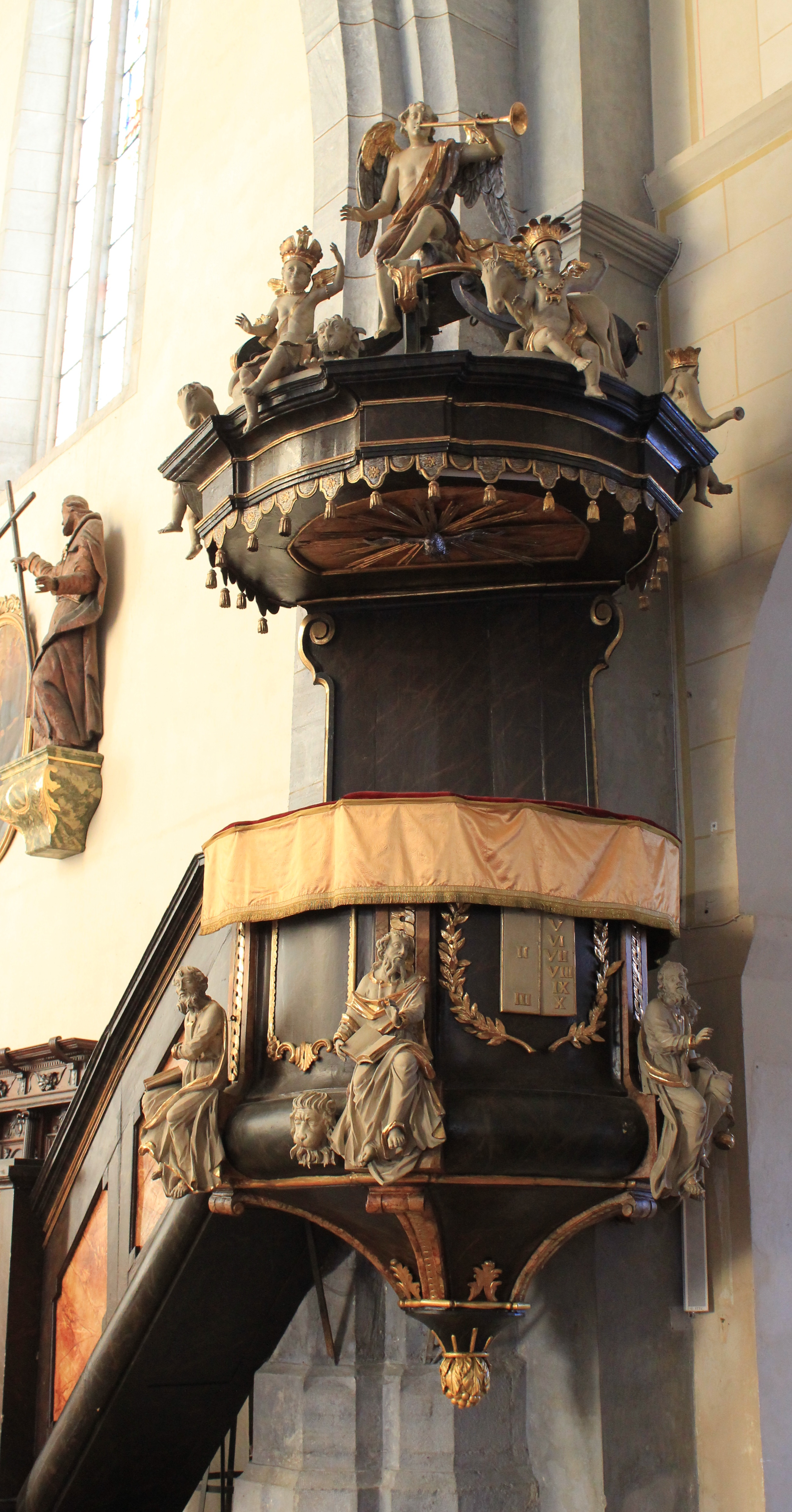
Kanzel

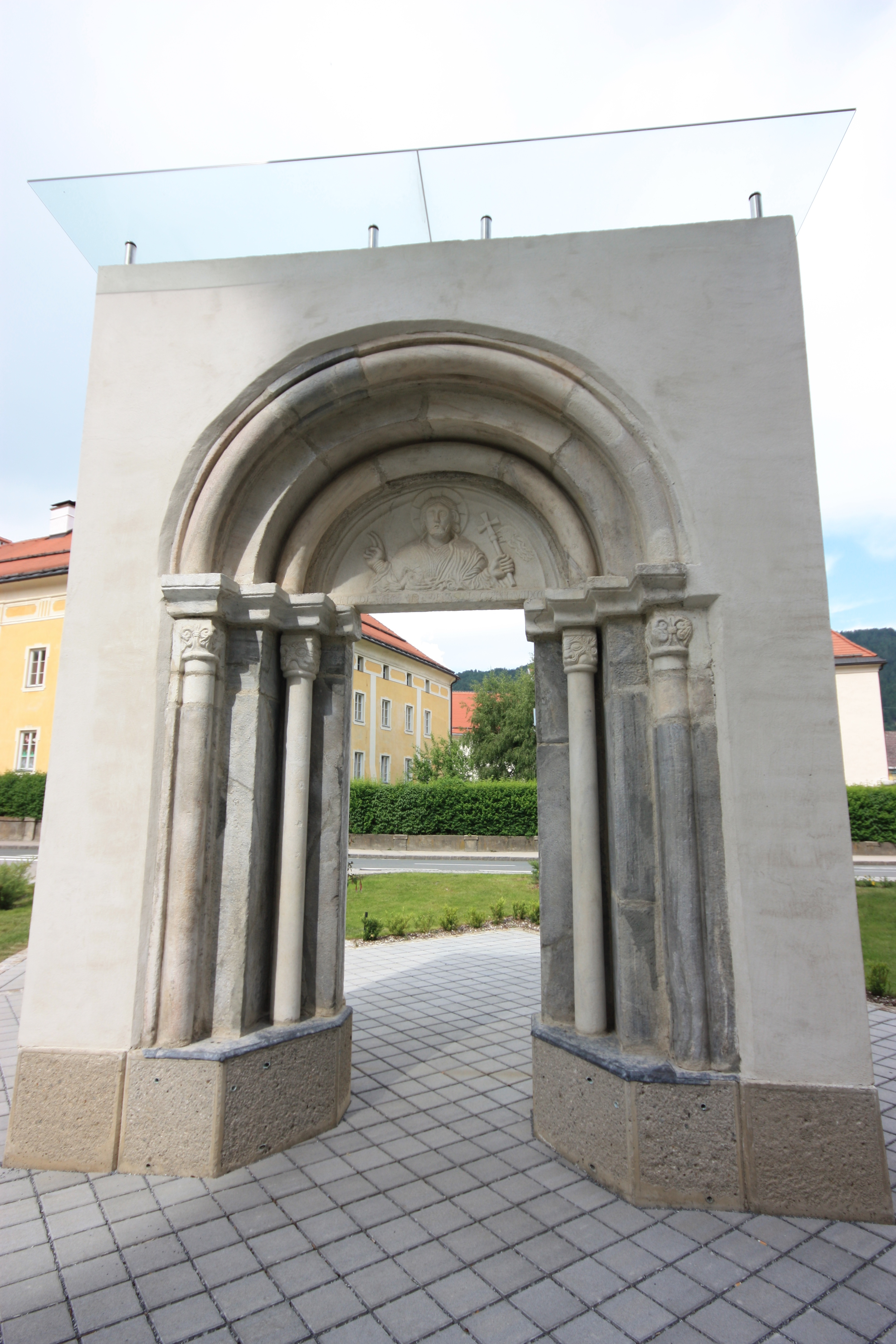
Romanisches Portal des Karners

Die um 1790 geschaffene spätbarocke Kanzel wird Johann Reiter zugeschrieben. Am Korb der Kanzel sitzen die Figuren der Evangelisten, auf der Schallmuschel Posaunenengel mit Symbolen der damals vier bekannten Erdteile, wie Kronen, Turban, Federkronen und Tieren, wie Pferde, ein Löwe und ein anatomisch nicht ganz korrekter Elefant.

### Orgel

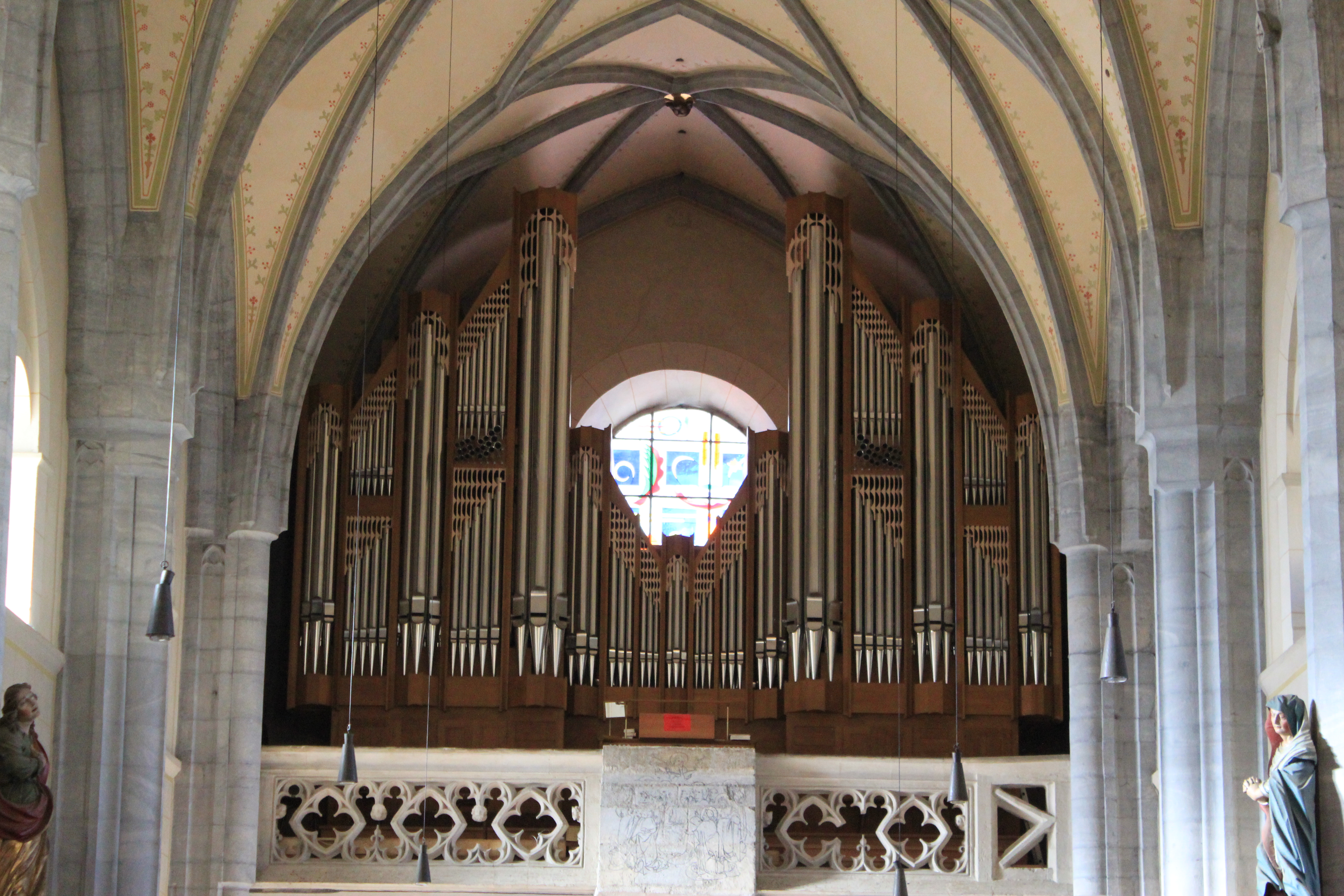
Blick auf die Orgel

Seit dem Jahr 2000 besitzt die Kirche eine der bedeutendsten neuen Orgeln Kärntens. Das Schleifladen-Instrument wurde von der Firma Orgelbau Eisenbarth aus Passau erbaut und verfügt über 43 Register auf drei Manualwerken und Pedal. Die Spiel- und Registertrakturen sind mechanisch, die Registertrakturen zusätzlich auch elektrisch. Die Eisenbarth-Orgel wurde von Piotr Grabowski mittels Sampling zu einem virtuellen Instrument für die Softwareprodukte Hauptwerk und GrandOrgue verfügbar gemacht.
| I Hauptwerk C–a3  |         |
| Praestant         | 16'     |
| Principal         | 08'     |
| Rohrflöte         | 08'     |
| Gambe             | 08'     |
| Holzflöte         | 08'     |
| Octav             | 04'     |
| Spitzflöte        | 04'     |
| Quinte            | 02 2/3' |
| Octave            | 02'     |
| Mixtur major IV-V | 02 2/3' |
| Mixtur minor IV   | 01 1/3' |
| Trompete          | 16'     |
| Trompete          | 08'     |

| II Schwellwerk C–a3  |         |
| Bordun               | 16'     |
| Principal            | 08'     |
| Corno dolce          | 08'     |
| Nachthorngedackt     | 08'     |
| Viola                | 08'     |
| Voix celeste         | 08'     |
| Geigenprincipal      | 04'     |
| Querflöte            | 04'     |
| Nazard               | 02 2/3' |
| Flageolett           | 02'     |
| Tierce               | 01 3/5' |
| Larigot              | 01 1/3' |
| Plein jeu IV-V       | 02'     |
| Scharff IV           | 01'     |
| Trompette harmonique | 08'     |
| Hautbois             | 08'     |
| Clairon              | 04'     |
| Tremolo              |         |

| III Solowerk C–a3        |         |
| Jubalflöte               | 08'     |
| Trichterflöte            | 04'     |
| Cornet a pavillon I-VIII | 02 2/3' |
| Englischhorn             | 8'      |
| Trompette en chamade     | 08'     |
| Tremolo                  |         |

| Pedalwerk C–f1 |     |
| Untersatz      | 32' |
| Contrabaß      | 16' |
| Subbaß         | 16' |
| Octavbaß       | 08' |
| Gedackt        | 08' |
| Choralbaß      | 04' |
| Posaune        | 16' |
| Trompete       | 08' |

### Sonstiges
Weiters existieren auf Konsolen im Chor und im Langhaus zwölf lebensgroß geschnitzte Apostelfiguren aus der ersten Hälfte des 18. Jahrhunderts. Die spätbarocken Konsolenfiguren von Maria und Johannes waren Teile einer Kreuzigungsgruppe, ebenso die zwei unbekannten Heiligen unter der Empore.
Die beiden Gemälde aus dem 18. Jahrhundert im nördlichen Seitenschiff zeigen die heilige Barbara und den heiligen Joseph von Calasanza.

### Grabsteine
Von den bedeutenden, überwiegend als Relief gestalteten Grabsteinen können der des Bischofs Gerold von Friesach von 1333 und der prunkvolle rotmarmorne Grabstein von 1553 des Propstes Georg Vischl hervorgehoben werden.

## Sonstiges
Am Platz vor der Kirche ist das romanische Portal des ehemaligen Karners als Solitär aufgestellt. Das Portal aus dem letzten Viertel des 12. Jahrhunderts zeigt im Tympanon ein Christusrelief. Bevor das Objekt an seine heutige Stelle kam, war es im Gemeindeamt von Friesach eingebaut.